# Рівнемір
Рівнемір (рос. уровнемер, англ. level meter, нім. Niveaumesser m) — прилад для заміру рівнів води у свердловинах, шурфах, колодязях і т. п.

## Загальний опис
Рівнемір — прилад, призначений для визначення рівня вмісту у відкритих і закритих резервуарах, сховищах і так далі. Під вмістом розуміють різноманітні види рідин, у тому числі і газотвірні, а також сипкі і інші матеріали. Рівнеміри також називають датчиками/сигналізаторами рівня, перетворювачами рівня. Головна відмінність рівнеміра від сигналізатора рівня — це можливість виміряти градації рівня, а не тільки його граничні значення.

## Класифікація рівнемірів
В промисловому виробництві в кінці ХХ - на початку ХХІ ст. існує різноманітний ряд технічних засобів, вирішальних задачу вимірювання і контролю рівня. Засоби вимірювання рівня реалізують різноманітні методи, засновані на різних фізичних принципах. До найпоширеніших методів вимірювання рівня, які дозволяють перетворити значення рівня в електричну величину і передавати її значення в системи АСУ ТП відносяться:
- контактні методи:
  - поплавковий
  - ємнісний
  - гідростатичний
  - буйковий;
  - зондування електромагнітним випромінюванням за допомогою хвильоводу (рефлексні, хвильовідні)[3]
- безконтактні методи:
  - зондування звуком
  - зондування електромагнітним випромінюванням
  - зондування радіаційним випромінюванням.

### Рівнемір поплавковий
Рівнемір поплавковий (рос. уровнемер поплавковый; англ. float-type level indicator; нім. Schwimmerniveaustandmesser m) – рівнемір, у якому вимірюється переміщення поплавка, частково зануреного в рідину, суспензію тощо.